# Marie-Pascale Huglo
Marie-Pascale Huglo (née le 20 mars 1961 à Amiens) est une écrivaine et professeure québécoise.

## Biographie
Marie-Pascale Huglo a étudié à l’Université Paris III (licence de lettres modernes, 1983 ; licence d’anglais, 1983) et à l’Université de Montréal (maîtrise en littérature comparée, 1986; doctorat en littérature comparée, 1993). Sa thèse de doctorat porte sur l'évolution du genre de l'anecdote dans la modernité. Nommée professeure au Département des littératures de langue française de l’Université de Montréal en 2000, elle en a été directrice intérimaire en 2016-2017, puis directrice depuis 2021. Depuis juillet 2017, elle est vice-doyenne associée (recherche et création) à la Faculté des arts et des sciences de l'Université de Montréal.
Ses travaux portent sur la littérature contemporaine en France et au Québec et, en recherche-création, sur les rapports entre les arts et les médias comme matrice de transformation de l’écriture narrative. Elle est membre régulier du Centre de recherche interuniversitaire sur la littérature et la culture québécoises (CRILCQ) et membre associée de l’Observatoire des écritures contemporaines françaises et francophones.
En plus de ses travaux savants, elle a publié des nouvelles, des romans pour la jeunesse, des romans et un récit. Depuis 2004, elle est membre du comité de rédaction de Contre-jour : Cahiers littéraires, revue dans laquelle elle a publié des nouvelles et des essais.

## Œuvre

### Nouvelles
- Revers, Québec, L’instant même, 1998, 142 p.  (ISBN 2-92119799-5)
- Peaux, Québec, L’instant même, 2002, 143 p.  (ISBN 2-89502-160-0)
- Des pierres dans les poches, Montréal, Leméac, 2023, 109 p.  (ISBN 978-2-7609-4921-8)

### Romans jeunesse
- Saut de puce, Paris, Gallimard, coll. « Page noire », 1997, 137 p.  (ISBN 2-07-059523-4) Réédition : Paris, Gallimard jeunesse, coll. « Folio junior », no 1040, 2000, 122 p.  (ISBN 2-07-054104-5)
- Rap à Cambridge, Paris, Gallimard jeunesse, coll. « Folio junior », no 967, 1999, 128 p.  (ISBN 2-07-052453-1)

### Romans
- Mineures, Québec, L’instant même, 2005, 121 p.  (ISBN 2-89502-216-X)
- La respiration du monde, Montréal, Leméac, 2010, 165 p.  (ISBN 978-2-7609-3326-2)
- La fille d’Ulysse, Montréal, Leméac, 2015, 212 p.  (ISBN 9782760933965)

### Récit
- Montréal-Mirabel. Lignes de séparation, Montréal, Leméac, 2017, 152 p.  (ISBN 978-2-7609-4750-4)

### Essais
- Métamorphoses de l’insignifiant. Essai sur l’anecdote dans la modernité, Montréal, Balzac-Le Griot, coll. « L’univers des discours », 1997, 277 p.  (ISBN 2-921468-07-7)
- Le sens du récit. Pour une approche esthétique de la narrativité contemporaine, Villeneuve-d'Ascq, Presses universitaires du Septentrion, coll. « Perspective », 2007, 184 p.  (ISBN 978-2-85939-976-4)  (ISSN 1621-3211)

### Ouvrage collectif
- Passions du passé : recyclages de la mémoire et usage de l'oubli, Paris, L’Harmattan, coll. « Ouverture philosophique », 2000, 341 p. Avec Éric Méchoulan et Walter Moser.  (ISBN 2-7384-9255-X)
- Raconter. Les enjeux de la voix narrative dans le récit contemporain, Paris, L’Harmattan, 2004, 186 p. Avec Sarah Rocheville.  (ISBN 2-7475-6007-4)

### Articles, préfaces et chapitres de livres (sélection)
- « Le thème et l’exemple : le sang dans Deux Cavaliers de l’orage de Giono », Études françaises, vol. 32, no 2, automne 1996, p. 105-122. Avec Éric Méchoulan (lire en ligne) (ISSN 0014-2085)  (ISBN 2-7606-2490-0)
- « Parfums », XYZ, no 61, hiver 2000, p. 62-68.
- « Du roman comme conversation : Henry Fielding et Laurence Sterne », Études littéraires, vol. 32, no 3, automne 2000-hiver 2001, p. 129-148.
- « La Pythie de Créteil : voix et spectacle dans La compagnie des spectres de Lydie Salvayre », Études françaises, vol. 39, no 1,‎ 2003, p. 39-55 (lire en ligne)
- « Voyage au pays de la peur : rumeur et récit dans La lasse de neige d’Emmanuel Carrère », Protée, vol. 32, no 3, 2004, p. 101-112
- avec Stéphane Vachon, « Ouverture », préface à Maylis de Kerangal, Un archipel. Fiction, récits, essais, Montréal, Presses de l’Université de Montréal, 2022  (ISBN 978-2-7606-4734-3), p. 7-10.

## Distinctions
- 1998 - Finaliste du prix Raymond-Klibansky pour Métamorphoses de l’insignifiant.
- 2010 - Finaliste du prix Ringuet (roman) de l’Académie des lettres du Québec pour La respiration du monde.
- 2010 - Présélection du prix littéraire France-Québec pour La respiration du monde.
- 2011 - Finaliste du prix littéraire des collégiens pour La respiration du monde[3].
- 2016 - Finaliste du prix Soroptimist de la romancière francophone pour La fille d’Ulysse[4].
- 2017 - Finaliste du Grand Prix du livre de Montréal pour Montréal-Mirabel, lignes de séparation.